# Ralph Theodore Breyer
Ralph Theodore Breyer (n. 23 februarie 1904, Chicago, Illinois, SUA – d. 8 mai 1991, Long Beach, California, SUA) a fost un înotător american, medaliat olimpic. A participat la o ediție a Jocurilor Olimpice (1924) în care a câștigat două medalii de aur.